# Mariabeeld (Eperheide)

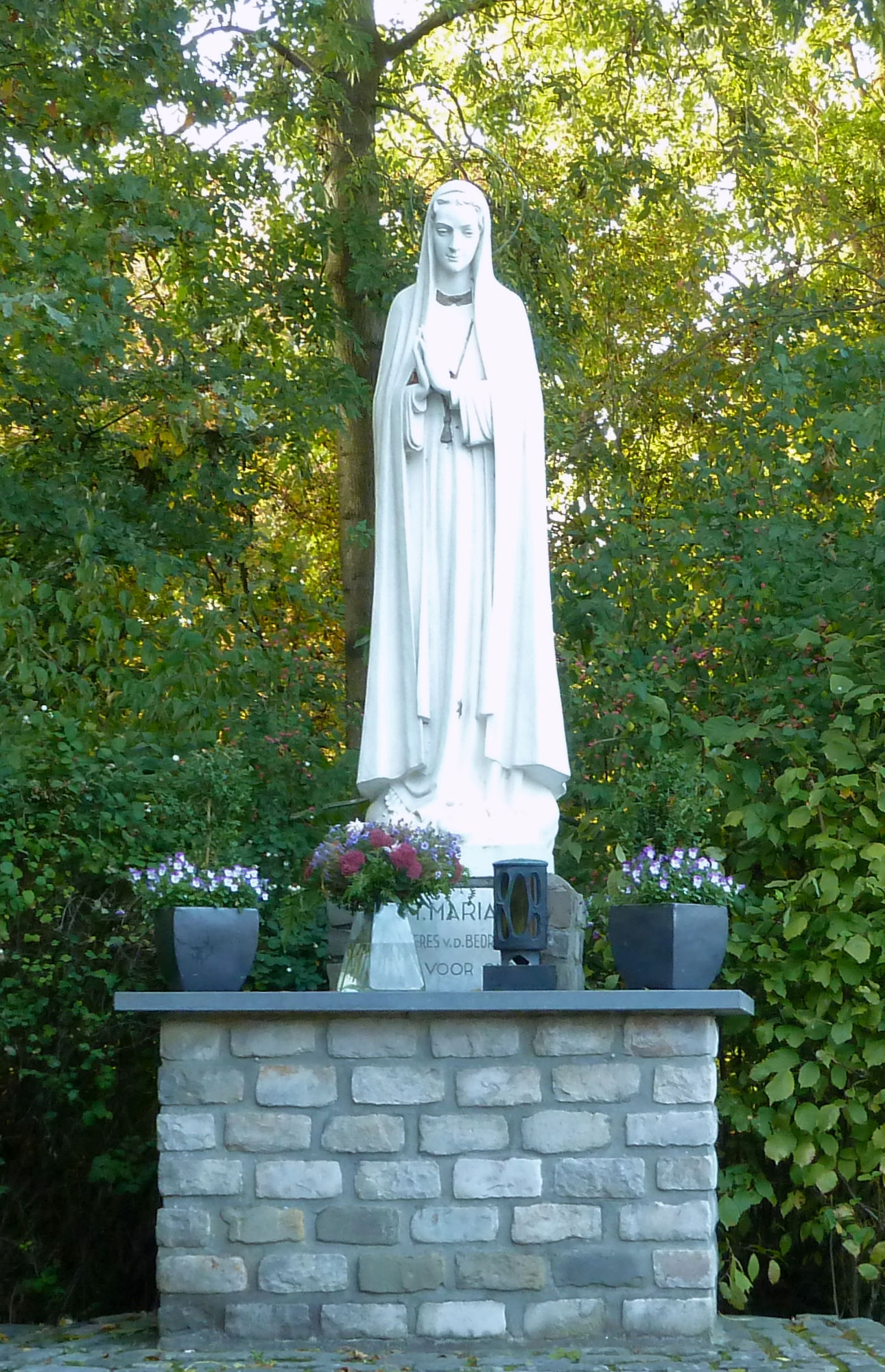
Het Mariabeeld

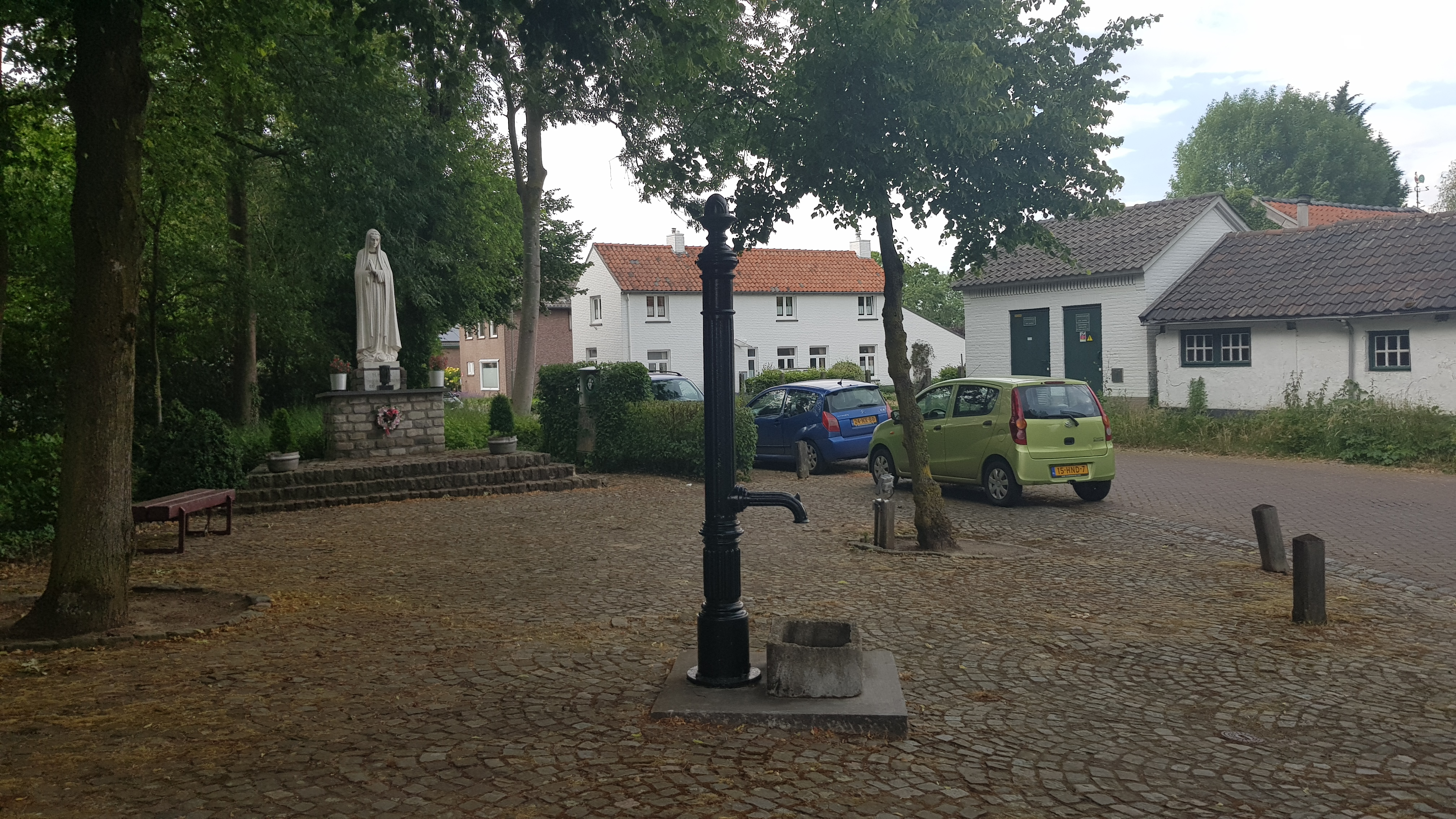
Het pleintje met het beeld

Het Mariabeeld is een standbeeld in Eperheide bij Epen in de gemeente Gulpen-Wittem in de Nederlandse provincie Limburg. Het beeld staat op een pleintje op de hoek van de Beatrixweg en de Julianastraat.

## Beeldhouwwerk
Het beeld staat op een sokkel op een verhoging van enkele treden aan de rand van een pleintje. De sokkel is uitgevoerd in gemetselde blokken natuursteen. Op de sokkel is een rechthoekige hardstenen plaat aangebracht met hierop een gemetselde opzet. Aan de voorzijde van deze opzet is een steen geplaatst met daarin de tekst:

H. Maria
Troosteres v.d. Bedroefden
Bid voor ons

Op de opzet staat het Mariabeeld en toont de heilige Maria in een biddende positie met haar handen samengevouwen.